# Leichtathletik-Weltmeisterschaften 2023/Teilnehmer (Vereinigtes Königreich)
| Gelbes Symbol für Goldmedaillen mit stilisierten Olympischen Ringen | Graues Symbol für Silbermedaillen mit stilisierten Olympischen Ringen | Braundes Symbol für Bronzemedaillen mit stilisierten Olympischen Ringen |
| ------------------------------------------------------------------- | --------------------------------------------------------------------- | ----------------------------------------------------------------------- |
| 2                                                                   | 3                                                                     | 5                                                                       |

Der Leichtathletikverband des Vereinigten Königreichs nahm an den Leichtathletik-Weltmeisterschaften 2023 in Budapest teil. 55 Athletinnen und Athleten wurden vom britischen Verband nominiert.

## Medaillengewinnerinnen und -gewinner
| Medaille | Athletin | Disziplin       |
| -------- | --- | --------------- |
| Gold     | Katarina Johnson-Thompson                                                                                      | Siebenkampf     |
| Gold     | Josh Kerr | 1500 m          |
| Silber   | Matthew Hudson-Smith                                                                                           | 400 m           |
| Silber   | Keely Hodgkinson                                                                                               | 800 m           |
| Silber   | Lewis Davey (m) Yemi Mary John (w) Rio Mitcham (m) Laviai Nielsen (w) nur im Vorlauf eingesetzt: Joe Brier (m) | 4 × 400 m Mixed |
| Bronze   | Zharnel Hughes                                                                                                 | 100 m           |
| Bronze   | Ben Pattison                                                                                                   | 800 m           |
| Bronze   | Lewis Davey Charlie Dobson Alex Haydock-Wilson Rio Mitcham nicht eingesetzt: Matthew Hudson-Smith              | 4 × 400 m       |
| Bronze   | Imani-Lara Lansiquot Daryll Neita Asha Philip Bianca Williams nur im Vorlauf eingesetzt: Annie Tagoe           | 4 × 100 m       |
| Bronze   | Amber Anning Laviai Nielsen Ama Pipi Nicole Yeargin nur im Vorlauf eingesetzt: Yemi Mary John                  | 4 × 400 m       |

## Ergebnisse

### Männer

#### Laufdisziplinen
| Athlet                                                                                            | Disziplin    | Vorlauf        | Vorlauf | Halbfinale  | Halbfinale | Finale         | Finale |
| Athlet                                                                                            | Disziplin    | Zeit           | Platz   | Zeit        | Platz      | Zeit           | Platz  |
| ------------------------------------------------------------------------------------------------- | ------------ | -------------- | ------- | ----------- | ---------- | -------------- | ------ |
| Eugene Amo-Dadzie                                                                                 | 100 m        | 10,10 s        | 02      | 10,03 s     | 04         | DNQ            | DNQ    |
| Reece Prescod                                                                                     | 100 m        | 10,14 s        | 03      | 10,26 s     | 08         | DNQ            | DNQ    |
| Zharnel Hughes                                                                                    | 100 m        | 10,00 s        | 01      | 09,93 s     | 02         | 09,88 s        | Bronze |
| Zharnel Hughes                                                                                    | 200 m        | 19,99 s        | 01      | 20,02 s     | 02         | 20,02 s        | 04     |
| Matthew Hudson-Smith                                                                              | 400 m        | 44,69 s SB     | 02      | 44,26 s AR  | 01         | 44,31 s        | Silber |
| Max Burgin                                                                                        | 800 m        | 1:45,43 min    | 02      | 1:47,60 min | 08         | DNQ            | DNQ    |
| Ben Pattison                                                                                      | 800 m        | 1:46,57 min    | 02      | 1:44,23 min | 03         | 1:44,83 min    | Bronze |
| Daniel Rowden                                                                                     | 800 m        | 1:45,67 min    | 03      | 1:45,38 min | 07         | DNQ            | DNQ    |
| Elliot Giles                                                                                      | 1500 m       | 3:34,63 min    | 05      | 3:39,05 min | 12         | DNQ            | DNQ    |
| Neil Gourley                                                                                      | 1500 m       | 3:46,87 min    | 03      | 3:32,97 min | 06         | 3:31,10 min    | 09     |
| Josh Kerr                                                                                         | 1500 m       | 3:34,00 min    | 02      | 3:35,14 min | 02         | 3:29,38 min SB | Gold   |
| Tade Ojora                                                                                        | 110 m Hürden | 13,32 s        | 01      | 13,43 s     | 05         | DNQ            | DNQ    |
| Eugene Amo-Dadzie Jeremiah Azu Adam Gemili Zharnel Hughes nur im Vorlauf eingesetzt: Jona Efoloko | 4 × 100 m    | 38,01 s        | 03      |             |            | 37,80 s SB     | 04     |
| Lewis Davey Charlie Dobson Alex Haydock-Wilson Rio Mitcham nicht eingesetzt: Matthew Hudson-Smith | 4 × 400 m    | 2:59,42 min SB | 03      |             |            | 2:58,71 min SB | Bronze |

#### Sprung/Wurf
| Athlet         | Disziplin   | Qualifikation | Qualifikation | Finale     | Finale |
| Athlet         | Disziplin   | Weite/Höhe    | Platz         | Weite/Höhe | Platz  |
| -------------- | ----------- | ------------- | ------------- | ---------- | ------ |
| Scott Lincoln  | Kugelstoßen | 20,22 m       | 18            | DNQ        | DNQ    |
| Lawrence Okoye | Diskuswurf  | 63,66 m       | 13            | DNQ        | DNQ    |

### Frauen

#### Laufdisziplinen
| Athletin                                                                                             | Disziplin        | Vorlauf         | Vorlauf | Halbfinale     | Halbfinale | Finale         | Finale |
| Athletin                                                                                             | Disziplin        | Zeit            | Platz   | Zeit           | Platz      | Zeit           | Platz  |
| --- | ---------------- | --------------- | ------- | -------------- | ---------- | -------------- | ------ |
| Imani-Lara Lansiquot                                                                                 | 100 m            | DQ              | DQ      | DNQ            | DNQ        | –              | –      |
| Daryll Neita                                                                                         | 100 m            | 11,03 s         | 02      | 11,03 s        | 04         | DNQ            | DNQ    |
| Dina Asher-Smith                                                                                     | 100 m            | 11,04 s         | 02      | 11,01 s        | 03         | 11,00 s        | 08     |
| Dina Asher-Smith                                                                                     | 200 m            | 22,46 s         | 01      | 22,28 s        | 02         | 22,34 s        | 07     |
| Daryll Neita                                                                                         | 200 m            | 22,39 s         | 02      | 22,21 s PB     | 02         | 22,16 s PB     | 05     |
| Bianca Williams                                                                                      | 200 m            | 22,67 s         | 03      | 22,45 s PB     | 04         | DNQ            | DNQ    |
| Victoria Ohuruogu                                                                                    | 400 m            | 50,60 s         | 02      | 50,74 s        | 04         | DNQ            | DNQ    |
| Ama Pipi                                                                                             | 400 m            | 50,81 s         | 02      | 51,17 s        | 04         | DNQ            | DNQ    |
| Jemma Reekie                                                                                         | 800 m            | 1:59,71 min     | 02      | 2:00,28 min    | 01         | 1:57,72 min    | 05     |
| Isabelle Boffey                                                                                      | 800 m            | 2:01,40 min     | 06      | DNQ            | DNQ        | –              | –      |
| Keely Hodgkinson                                                                                     | 800 m            | 1:59,53 min     | 01      | 1:58,48 min    | 01         | 1:56,34 min    | Silber |
| Katie Snowden                                                                                        | 1500 m           | 4:01,15 min     | 04      | 3:56,72 min PB | 05         | 3:59,65 min    | 08     |
| Laura Muir                                                                                           | 1500 m           | 4:03,50 min     | 02      | 3:56,36 min SB | 04         | 3:58,58 min    | 06     |
| Melissa Courtney-Bryant                                                                              | 1500 m           | 4:03,14 min     | 05      | 4:02,79 min    | 05         | 4:03,31 min    | 12     |
| Megan Keith                                                                                          | 5000 m           | 15:21,94 min    | 14      |                |            | DNQ            | DNQ    |
| Amy-Eloise Markovc                                                                                   | 5000 m           | 15:13,66 min SB | 11      |                |            | DNQ            | DNQ    |
| Eilish McColgan                                                                                      | 10.000 m         |                 |         |                |            | DNS            | DNS    |
| Jessica Warner-Judd                                                                                  | 10.000 m         |                 |         |                |            | 31:35,38 min   | 08     |
| Natasha Cockram                                                                                      | Marathon         |                 |         |                |            | 2:35:34 h SB   | 30     |
| Cindy Sember                                                                                         | 100 m Hürden     | 12,83 s SB      | 04      | 12,97 s        | 06         | DNQ            | DNQ    |
| Jessie Knight                                                                                        | 400 m Hürden     | 54,27 s         | 01      | 54,51 s        | 04         | DNQ            | DNQ    |
| Aimee Pratt                                                                                          | 3000 m Hindernis | 9:26,37 min     | 07      |                |            | DNQ            | DNQ    |
| Imani-Lara Lansiquot Daryll Neita Asha Philip Bianca Williams nur im Vorlauf eingesetzt: Annie Tagoe | 4 × 100 m        | 42,33 s SB      | 02      |                |            | 41,97 s SB     | Bronze |
| Amber Anning Laviai Nielsen Ama Pipi Nicole Yeargin nur im Vorlauf eingesetzt: Yemi Mary John        | 4 × 400 m        | 3:23,33 min SB  | 01      |                |            | 3:21,04 min SB | Bronze |

#### Sprung/Wurf
| Athletin        | Disziplin      | Qualifikation | Qualifikation | Finale     | Finale |
| Athletin        | Disziplin      | Weite/Höhe    | Platz         | Weite/Höhe | Platz  |
| --------------- | -------------- | ------------- | ------------- | ---------- | ------ |
| Morgan Lake     | Hochsprung     | 1,92 m        | 04            | 1,97 m     | 04     |
| Holly Bradshaw  | Stabhochsprung | 4,35 m        | 29            | DNQ        | DNQ    |
| Molly Caudery   | Stabhochsprung | 4,65 m        | 12            | 4,75 m PB  | 05     |
| Jazmin Sawyers  | Weitsprung     | 6,41 m        | 22            | DNQ        | DNQ    |
| Charlotte Payne | Hammerwurf     | 69,57 m       | 20            | DNQ        | DNQ    |
| Anna Purchase   | Hammerwurf     | 71,31 m       | 11            | 70,29 m    | 11     |

#### Siebenkampf
| Athletin                  | Disziplin | 100 m Hürden | Hochsprung | Kugelstoßen | 200 m   | Weitsprung | Speerwurf  | 800 m          | Punkte  | Platz |
| ------------------------- | --------- | ------------ | ---------- | ----------- | ------- | ---------- | ---------- | -------------- | ------- | ----- |
| Katarina Johnson-Thompson | Ergebnis  | 13,50 s      | 1,86 m     | 13,64 m     | 23,48 s | 6,54 m     | 46,14 m PB | 2:05,63 min PB | 6740 SB | Gold  |
| Katarina Johnson-Thompson | Punkte    | 1050         | 1054       | 770         | 1031    | 1020       | 785        | 1030           | 6740 SB | Gold  |

### Mixed

#### Laufdisziplinen
| Athletin/Athlet                                                                                                | Disziplin | Vorlauf        | Vorlauf | Finale         | Finale |
| Athletin/Athlet                                                                                                | Disziplin | Zeit           | Platz   | Zeit           | Platz  |
| --- | --------- | -------------- | ------- | -------------- | ------ |
| Lewis Davey (m) Yemi Mary John (w) Rio Mitcham (m) Laviai Nielsen (w) nur im Vorlauf eingesetzt: Joe Brier (m) | 4 × 400 m | 3:11,19 min NR | 02      | 3:11,06 min NR | Silber |